# 18861 Евґенішмідт
18861 Евґенішмідт (18861 Eugenishmidt) — астероїд головного поясу, відкритий 9 вересня 1999 року.
Тіссеранів параметр щодо Юпітера — 3,407.